# 滝野川入口
滝野川入口（たきのがわいりぐち）は、東京都北区にある首都高速中央環状線のインターチェンジである。板橋JCT方面の入口のみ設置されている。
2022年（令和4年）3月1日からETC車専用の入口となった。

## 連絡している道路
- 国道17号（中山道・白山通り）
  - 間接接続 国道122号・東京都道305号芝新宿王子線（明治通り）

## 周辺
- 都営地下鉄三田線新板橋駅
- JR埼京線板橋駅

## 隣
首都高速中央環状線
(C29)新板橋出口 - (C31)滝野川入口 - (C33)王子南出入口 - (C34)王子北出入口